# Момчилград
Момчилгра́д (болг. Момчилград) — город в Болгарии. Находится в Кырджалийской области, входит в общину Момчилград. Население составляет 8 509 человек.

## История
Во время турецкого правления (до 1910 г.) город носил название Мастанли. В освобождении города во время Первой Балканской войны участвовал армянский доброволец
Андраник Озанян.

## Политическая ситуация
Кмет (мэр) общины Момчилград — Ердинч Исмаил Хайрула (Движение за права и свободы (ДПС)) по результатам выборов в правление общины.

## Ссылки

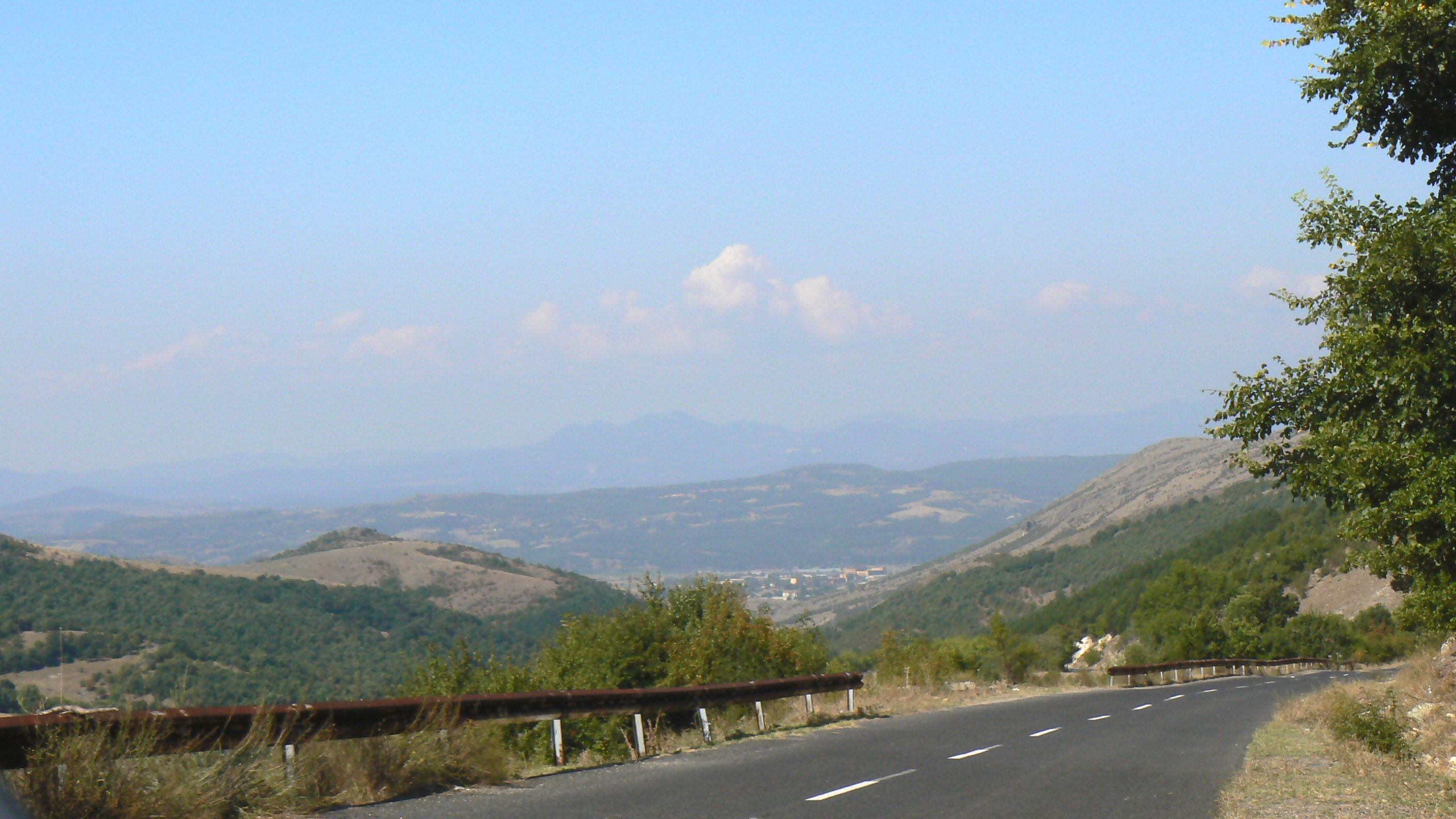

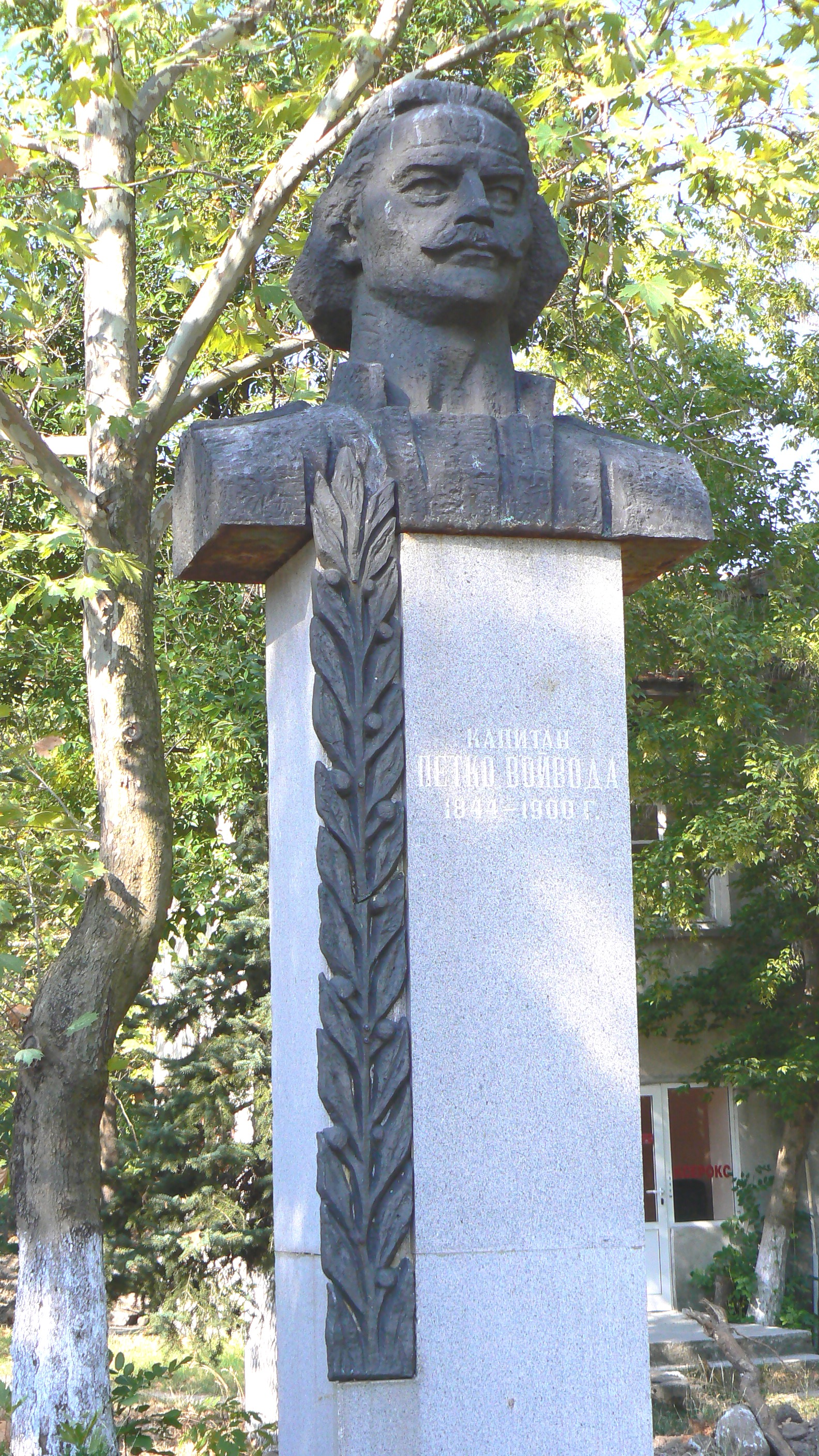